# Premio Caccioppoli
Il premio Caccioppoli è un premio, intestato alla memoria del matematico Renato Caccioppoli, che viene assegnato dall'Unione Matematica Italiana a un matematico avente cittadinanza italiana e di affermata fama internazionale che non abbia più di 38 anni. Attualmente il vincitore riceve diecimila euro.
Il premio Caccioppoli viene assegnato da una commissione di 5 matematici nominati dall'Ufficio di Presidenza dell'Unione Matematica Italiana.
Fino al 1970 il premio ha avuto cadenza biennale, successivamente cadenza quadriennale e viene tradizionalmente consegnato durante la cerimonia di apertura del Congresso dell'Unione Matematica Italiana (quadriennale).

## Elenco dei vincitori
Di seguito i nomi dei vincitori con la relativa affiliazione accademica al momento del conferimento del premio
- 1960 Ennio De Giorgi (Scuola Normale Superiore di Pisa)
- 1962 Edoardo Vesentini (Università di Pisa)
- 1964 Emilio Gagliardo  (Università di Genova)
- 1966 Enrico Bombieri (Università di Pisa)
- 1968 Mario Miranda (Università di Pisa)
- 1970 Claudio Baiocchi (Università di Pavia)
- 1974 Alberto Tognoli (Università di Pisa)
- 1978 Enrico Giusti (Università di Pisa)
- 1982 Antonio Ambrosetti (Sissa, Trieste)
- 1986 Corrado De Concini ( Università di Roma Tor Vergata)
- 1990 Gianni Dal Maso (Sissa, Trieste)
- 1994 Nicola Fusco (Università degli Studi di Napoli Federico II)
- 1998 Luigi Ambrosio (Scuola Normale Superiore di Pisa)
- 2002 Giovanni Alberti (Università di Pisa)
- 2006 Andrea Malchiodi (Sissa, Trieste)
- 2010 Giuseppe Mingione (Università di Parma)
- 2014  Camillo De Lellis (Università di Zurigo)
- 2018 Valentino Tosatti (Northwestern University)
- 2022 Guido De Philippis (Courant Institute of Mathematical Sciences)